# Маргит Дубовиц
Маргит Дубовиц (на унгарски: Dubowitz Margit) е унгарски детски психоаналитик.

## Биография
Маргарет Дубовиц е сред малкото членове не-евреи на Унгарското психоаналитично общество. Омъжва се за Хуго Дубовиц, който също е детски аналитик. През 1918 г. започва да се анализира при Шандор Ференци, а през 1919 – 1920 отива във Виена, където продължава анализа си със Зигмунд Фройд. В същото време има романтична връзка с Антон фон Фройнд близък приятел на Фройд, който умира през 1920 г. Става член на обществото през 1918. През 1936 г. посещава семинарите по детска анализа на Ана Фройд.